# Salto con gli sci ai XX Giochi olimpici invernali
Nel salto con gli sci ai XX Giochi olimpici invernali furono disputate tre gare, tutte riservate agli atleti di sesso maschile.

## Risultati

### Trampolino normale
La gara dal trampolino normale si disputò l'11 e il 12 febbraio sul trampolino K95 (HS 106) dello Stadio del Trampolino e parteciparono 69 atleti, che effettuarono due salti con valutazione della distanza e dello stile. L'11 fu effettuata una prova di qualificazione per determinare i 35 finalisti che si aggiunsero ai 15 ammessi di diritto grazie alla classifica della Coppa del Mondo.
| Posizione | Atleta             | Nazione   | Punti |
| --------- | ------------------ | --------- | ----- |
| 1         | Lars Bystøl        | Norvegia  | 266,5 |
| 2         | Matti Hautamäki    | Finlandia | 265,5 |
| 3         | Roar Ljøkelsøy     | Norvegia  | 264,5 |
| 4         | Michael Uhrmann    | Germania  | 264,0 |
| 5         | Andreas Küttel     | Svizzera  | 262,5 |
| 6         | Janne Ahonen       | Finlandia | 261,5 |
| 7         | Adam Małysz        | Polonia   | 261,0 |
| 8         | Michael Neumayer   | Germania  | 260,5 |
| 9         | Thomas Morgenstern | Austria   | 259,5 |
| 10        | Dmitrij Vasil'ev   | Russia    | 258,5 |

### Trampolino lungo
La gara dal trampolino lungo si disputò il 17 e il 18 febbraio sul trampolino K125 (HS 140) dello Stadio del Trampolino e parteciparono 69 atleti, che effettuarono due salti con valutazione della distanza e dello stile. Il 17 fu effettuata una prova di qualificazione per determinare i 35 finalisti che si aggiunsero ai 15 ammessi di diritto grazie alla classifica della Coppa del Mondo.
| Posizione | Atleta              | Nazione   | Punti |
| --------- | ------------------- | --------- | ----- |
| 1         | Thomas Morgenstern  | Austria   | 276,9 |
| 2         | Andreas Kofler      | Austria   | 276,8 |
| 3         | Lars Bystøl         | Norvegia  | 250,7 |
| 4         | Roar Ljøkelsøy      | Norvegia  | 242,8 |
| 5         | Matti Hautamäki     | Finlandia | 242,4 |
| 6         | Andreas Küttel      | Svizzera  | 239,1 |
| 7         | Bjørn Einar Romøren | Norvegia  | 238,2 |
| 8         | Takanobu Okabe      | Giappone  | 236,8 |
| 9         | Janne Ahonen        | Finlandia | 234,1 |
| 10        | Jakub Janda         | Rep. Ceca | 230,5 |

### Gara a squadre
La gara a squadre si disputò il 20 febbraio sul trampolino K125 (HS 140) dello Stadio del Trampolino e parteciparono 16 squadre nazionali, che effettuarono due salti con valutazione della distanza e dello stile. Ogni squadra era composta da quattro atleti; ai fini del punteggio vennero conteggiati tutti e quattro i salti di ogni serie. Alla seconda serie di salti furono ammesse solo le prime otto classificate della prima serie.
| Posizione | Nazione   | Atleta                                                            | Punti |
| --------- | --------- | ----------------------------------------------------------------- | ----- |
| 1         | Austria   | Andreas Widhölzl Andreas Kofler Martin Koch Thomas Morgenstern    | 984,0 |
| 2         | Finlandia | Tami Kiuru Janne Happonen Janne Ahonen Matti Hautamäki            | 976,6 |
| 3         | Norvegia  | Lars Bystøl Bjørn Einar Romøren Tommy Ingebrigtsen Roar Ljøkelsøy | 950,1 |
| 4         | Germania  | Michael Neumayer Martin Schmitt Michael Uhrmann Georg Späth       | 922,6 |
| 5         | Polonia   | Stefan Hula Kamil Stoch Robert Mateja Adam Małysz                 | 894,4 |
| 6         | Giappone  | Daiki Itō Tsuyoshi Ichinohe Noriaki Kasai Takanobu Okabe          | 893,1 |
| 7         | Svizzera  | Michael Möllinger Simon Ammann Guido Landert Andreas Küttel       | 886,9 |
| 8         | Russia    | Denis Kornilov Dmitrij Ipatov Dmitrij Vasil’ev Il'dar Fatkullin   | 856,8 |
| 9         | Rep. Ceca | Jan Matura Ondřej Vaculík Borek Sedlák Jakub Janda                | 397,0 |
| 10        | Slovenia  | Rok Benkovič Robert Kranjec Primož Peterka Jernej Damjan          | 390,4 |

## Medagliere per nazioni
| Pos. | Paese     | Oro | Argento | Bronzo | Totale |
| ---- | --------- | --- | ------- | ------ | ------ |
| 1    | Austria   | 2   | 1       | 0      | 3      |
| 2    | Norvegia  | 1   | 0       | 3      | 4      |
| 3    | Finlandia | 0   | 2       | 0      | 2      |